# Jang Dong-gun
Pour les articles homonymes, voir Jang.
Dans ce nom coréen, le nom de famille, Jang, précède le nom personnel.
Jang Dong-gun (장동건) est un acteur et chanteur sud-coréen né le 7 mars 1972 à Séoul (Corée du Sud).

## Filmographie

### Séries
- 1993 : Our Heaven (Urideul cheonguk), de Choi Yoon-suk
- 1993 : Il-ji-mae, de Jo Jung-hyun
- 1994 : The Last Match (Majimak seungbu)
- 1996 : Icing
- 1997 : Myth of a Hero (Yeongwoong shinhwa), de Shin Ho-kyun
- 1997 : The Medical Brothers (Uiga hyeongje), de Shin Ho-kyun
- 1997 : Model, de Lee Kwang-hoon
- 1998 : Love (Sarang), de Lee Jin-suk
- 1998 : Ready Go!
- 1999 : Ghost, de Min Byung-chun
- 1999 : Springtime (Cheongchun), de Choi Yoon-suk
- 2000 : All About Eve (Eveui modeun geot), de Lee Jin-seok
- 2012 : A Gentleman's Dignity, de Shin Won Chul, Kwon Hyuk Chan
- 2018 : Suits (슈츠) : Choi Kang-Seok
- 2019 / 2023 : Arthdal Chronicles (아스달 연대기) : Ta-gon

### Films
- 1996 : The Loser's Recovery
- 1997 : Repechage (Paejabuhwaljeon), de Lee Gwang-hun
- 1997 : Holiday in Seoul, de Kim Ui-seok
- 1998 : First Kiss (Kiss harggayo), de Kim Tae-gyun
- 1999 : Love Wind Love Song (Yeonpung yeonga), de Park Dae-yeong
- 1999 : Sur la trace du serpent (Injeong sajeong bol geot eobtda), de Lee Myung-se
- 1999 : Take Nothing Into Consideration
- 2000 : The Anarchists, de Yu Yeong-sik
- 2001 : Friend (Chingoo), de Kwak Kyung-taek
- 2002 : 2009: Lost Memories, de Lee Si-myeong
- 2002 : The Coast Guard (Hae anseon), de Kim Ki-duk
- 2004 : Frères de sang (Taegukgi hwinalrimyeo), de Kang Je-gyu
- 2005 : Wu ji, la légende des cavaliers du vent (Mo gik), de Chen Kaige
- 2005 : Typhoon (film, 2005) (en) (Taepung), de Kwak Kyung-taek
- 2009 : Good Morning President (Gutmoning peurejideonteu), de Jang Jin
- 2010 : Laundry Warrior (The Warrior's Way), de Sngmoo Lee
- 2011 : Far Away : Les soldats de l’espoir, de Kang Je-gyu
- 2012 : Dangerous Liaisons, de Hur Jin-ho
- 2013 : Friend 2, de Kwak Kyung-taek
- 2014 : Uneun namja (No Tears for the Dead), de Lee Jeong-beom
- 2017 : V.I.P., de Park Hoon-jeong
- 2018 : Seven Years of Night  (7년의 밤) de Choo Chang-min : Oh Yeong-je
- 2018 : Rampant  (창궐) de Kim Seong-hoon : Kim Ja-joon
- 2023 : A Normal Family  (보통의 가족) de Hur Jin-ho : Jae-gyoo

## Discographie
- 1993 : Jang Dong-kun
- 1994 : Friendship : Dong-gun Jang, Chul Jun
- 1995 : Fly
- 1998 : Bon-seung & Dong-gun

## Distinctions
- Blue Dragon Film Awards 1997 : Prix du meilleur espoir masculin pour Repechage
- Blue Dragon Film Awards 1999 : Prix du meilleur second rôle masculin pour Sur la trace du serpent
- Festival du film Asie-Pacifique 2001 : Prix du meilleur second rôle masculin pour Friend
- Blue Dragon Film Awards 2004 : Prix du meilleur acteur pour Frères de sang (Taegukgi hwinalrimyeo)